# CA-845
La CA-845 es una carretera autonómica de Cantabria perteneciente a la Red Local y sirve de acceso a la población de Portillo.

## Nomenclatura

Indicador

Su nombre está formado por las iniciales CA, que indica que es una carretera autonómica de Cantabria, y el dígito 845 es el número que recibe según el orden de nomenclaturas de las carreteras de la comunidad autónoma. La centena 8 indica que se encuentra situada en el sector comprendido entre la carretera nacional N-634 al norte, el límite provincial al oeste y sur, y la carretera nacional N-611 al este.

## Historia
Su denominación anterior era SV-2212.

## Trazado actual
Tiene su origen en la intersección con la CA-843, situada a 1000 metros del núcleo de Estrada y su final en Portillo, ambas localidades situadas en el término municipal de Val de San Vicente, por el que discurre la totalidad de su recorrido de 0,7 kilómetros. 
Su inicio se sitúa a una altitud de 119 m s. n. m. y el fin de la vía está situada a 129 m s. n. m.
La carretera tiene dos carriles, uno para cada sentido de circulación, y una anchura total de 5 m sin arcenes.
En la margen sur de la carretera y a unos 250 m del inicio de la misma, se sitúa la iglesia gótica del cementerio, que fue declarada Bien de Interés Local en el año 2001.

## Actuaciones
El IV Plan de Carreteras no contempla actuaciones a realizar en esta carretera.

## Transportes
No hay líneas de transporte público que recorran la carretera CA-845.

## Recorrido y puntos de interés
En este apartado se aporta la información sobre cada una de las intersecciones de la CA-845 así como otras informaciones de interés.
| Esquema                                   | PK  | Sentido Portillo (creciente) | Sentido Portillo (creciente) | Sentido Portillo (creciente)                          | Sentido Portillo (creciente)                          | Sentido CA-843 (decreciente)                          | Sentido CA-843 (decreciente)                          | Sentido CA-843 (decreciente) | Sentido CA-843 (decreciente) | Incidencias |
| Esquema                                   | PK  | Velocidad                    | Elemento                     | Salida                                                | Salida                                                | Salida                                                | Salida                                                | Elemento                     | Velocidad                    | Incidencias |
| Esquema                                   | PK  | Velocidad                    | Elemento                     | Dir.                                                  | Nombre                                                | Nombre                                                | Dir.                                                  | Elemento                     | Velocidad                    | Incidencias |
| ----------------------------------------- | --- | ---------------------------- | ---------------------------- | ----------------------------------------------------- | ----------------------------------------------------- | ----------------------------------------------------- | ----------------------------------------------------- | ---------------------------- | ---------------------------- | ----------- |
|                                           | 0,0 |                              |                              |                                                       | CA-845 PORTILLO                                       | CA-843 ABANILLAS                                      |                                                       |                              |                              |             |
| CA-843 ESTRADA SAN VICENTE DE LA BARQUERA | 0,0 |                              |                              |                                                       | CA-845 PORTILLO                                       |                                                       |                                                       |                              |                              |             |
|                                           | 0,0 |                              |                              | Arroyo                                                | Arroyo                                                | Arroyo                                                | Arroyo                                                |                              |                              |             |
|                                           | 0,6 |                              |                              | PORTILLO                                              | PORTILLO                                              | PORTILLO                                              | PORTILLO                                              |                              |                              |             |
|                                           | 0,7 |                              |                              | Final de la carretera en el núcleo urbano de Portillo | Final de la carretera en el núcleo urbano de Portillo | Final de la carretera en el núcleo urbano de Portillo | Final de la carretera en el núcleo urbano de Portillo |                              |                              |             |